# Days (Film)
Days (dt.: „Tage“, Originaltitel: chinesisch 日子, Pinyin rìzi – „Tag, Datum“) ist ein taiwanischer Spielfilm von Tsai Ming-liang aus dem Jahr 2020. Geschildert wird die erotische Begegnung zweier einsamer Männer. Die Hauptrollen in der Low-Budget-Produktion, die ohne Dialog auskommt, spielen Lee Kang-sheng und Anong Houngheuangsy.
Die Uraufführung erfolgte am 27. Februar 2020 im Rahmen des Wettbewerbs der 70. Internationalen Filmfestspiele Berlin.

## Handlung
Aufgrund einer Krankheit und der damit verbundenen Behandlung starken Nackenschmerzen ausgesetzt, lebt Kang in den Tag hinein. Er bewohnt ein großes Haus und schaut durch die Glasfront auf die Natur hinaus. Der jüngere Non lebt in einer kleinen Wohnung in Bangkok. In seiner Freizeit widmet er sich methodisch der Zubereitung traditioneller Speisen aus seinem Heimatdorf.
Kang und Non treffen in einem Hotelzimmer aufeinander und es kommt zu einer erotischen Begegnung. Sie spenden sich in ihrer Einsamkeit kurzzeitig gegenseitig Trost und essen auch zusammen. Kang bezahlt Non für seine Dienste und schenkt ihm eine Spieluhr, die „Terry’s Theme“ aus Charlie Chaplins Film Rampenlicht (1952) zum besten gibt. Später verabschieden sich die beiden Männer, um ihre Leben getrennt voneinander weiterzuführen. Am Ende des Films sitzt Non allein auf einer Bank am Straßenrand und dreht erneut an der Spieluhr. Sie übertönt den Verkehrslärm. Non steht auf und geht.

## Hintergrund

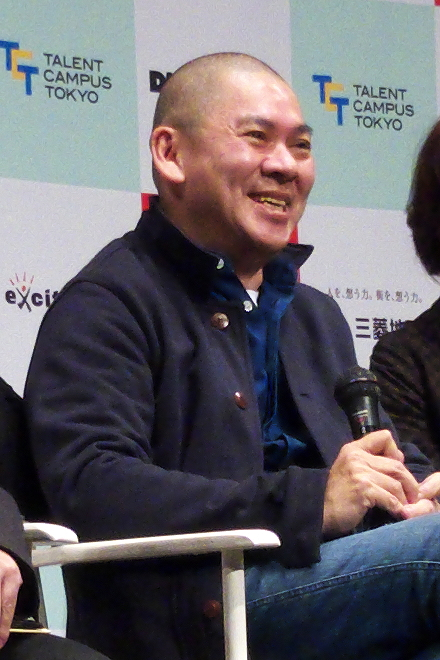
Tsai Ming-liang (2013)

Für Tsai Ming-liang ist Days der erste Spielfilm seit Jiaoyou / Stray Dogs (2013). Dazwischen hatte er sich Kurzfilmen, Dokumentationen sowie einem VR-Projekt gewidmet. Die Dreharbeiten zu Days reichen bis ins Jahr 2014 zurück und innerhalb des Projekts entstanden zahlreiche Filmclips. Die Hauptrollen besetzte er mit seinem Stamm-Schauspieler Lee Kang-sheng, mit dem er seit mehr als drei Jahrzehnten zusammenarbeitet, sowie dem Filmdebütanten Anong Houngheuangsy aus Laos, den Tsai durch Zufall auf den Straßen von Bangkok entdeckte. Tsai sprach davon, dass sein elfter Spielfilm ein „Geschenk des Himmels“ sei, da Lee im Verlauf des Projekts erkrankte und er keinem Plan, keiner Idee oder einem Drehbuch folgte. So zogen sich die Dreharbeiten mit Unterbrechungen über vier Jahre hin. Auf Anong stieß der Regisseur durch Zufall, als dieser in einem bescheidenen Haus Essen kochte.
Bei Days handelt es sich um einen handgemachten Low-Budget-Film, da Tsai müde vom etablierten Studiosystem gewesen sei. Je mehr Menschen Filme machen würden, desto kleiner seien seine Projekte geworden, über die er aber im Gegenzug frei entscheiden könne: „Ich filme nun das Leben. Anongs Tag ist mein Tag“, so Tsai. Der Regisseur warb für die Vollendung des Films öffentliche Gelder ein, wozu auch ein langer Schnittprozess nötig war. Er kündige den Film 2019 bei den 76. Internationalen Filmfestspiele von Venedig an.

## Rezeption
Nach seiner Premiere auf der Berlinale erhielt der Film überwiegend positive Kritiken. Im internationalen Kritikenspiegel der britischen Fachzeitschrift Screen International erhielt Days 3,3 von vier möglichen Sternen. Damit belegte der Film hinter dem US-amerikanischen Beitrag Niemals Selten Manchmal Immer (Never Rarely Sometimes Always) (3,4 Sterne) den 2. Platz unter allen 18 Berlinale-Wettbewerbsfilmen.

## Auszeichnungen
Mit Days konkurrierte Tsai Ming-liang zum dritten Mal nach 1997 (Spezialpreis der Jury für Der Fluss) und 2005 (Alfred-Bauer-Preis, Silberner Bär – Herausragende Einzelleistung und FIPRESCI-Preis für Das Fleisch der Wassermelone) bei den Internationalen Filmfestspielen Berlin um den Goldenen Bären, den Hauptpreis des Festivals. Der Film blieb von der Wettbewerbsjury um Jeremy Irons unprämiert, erhielt aber im Rahmen der Vergabe des LGBTIQ-Filmpreises Teddy Award einen Preis der Jury zuerkannt.